# Boada de Villadiego
Boada de Villadiego es una localidad situada en la provincia de Burgos, comunidad autónoma de Castilla y León (España), comarca de Odra-Pisuerga, ayuntamiento de Villadiego.

## Datos generales
Por su territorio cruza la carretera provincial  BU-V-6013  entre Villaute y La Piedra, donde conecta con la carretera  N-627  (carretera de Aguilar de Campoo). La entrada a Boada es por el ramal  BU-V-6013-4 

Ocupa tierras llanas, ligeramente onduladas, con cultivos predominantemente cerealistas

Se encuadra en la archidiócesis de Burgos, vicaría Norte, arciprestazgo de Amaya.

## Situación administrativa
Entidad Local Menor cuyo alcalde pedáneo es Alberto Bartolomé Millán.

## Medio físico
En Boada está catalogado un punto de interés geológico, sucesión miocena, con relaciones laterales y verticales entre facies conglomeráticas de borde, facies Tierra de Campos y depósitos lacustres. Se encuentra a 700 m de Boada de Villadiego en un camino que llega hasta Brullés. Tiene interés estratigráfico, geomorfológico y sedimentológico.

El alto en el que se ubica la iglesia permite divisar el valle del Brullés.

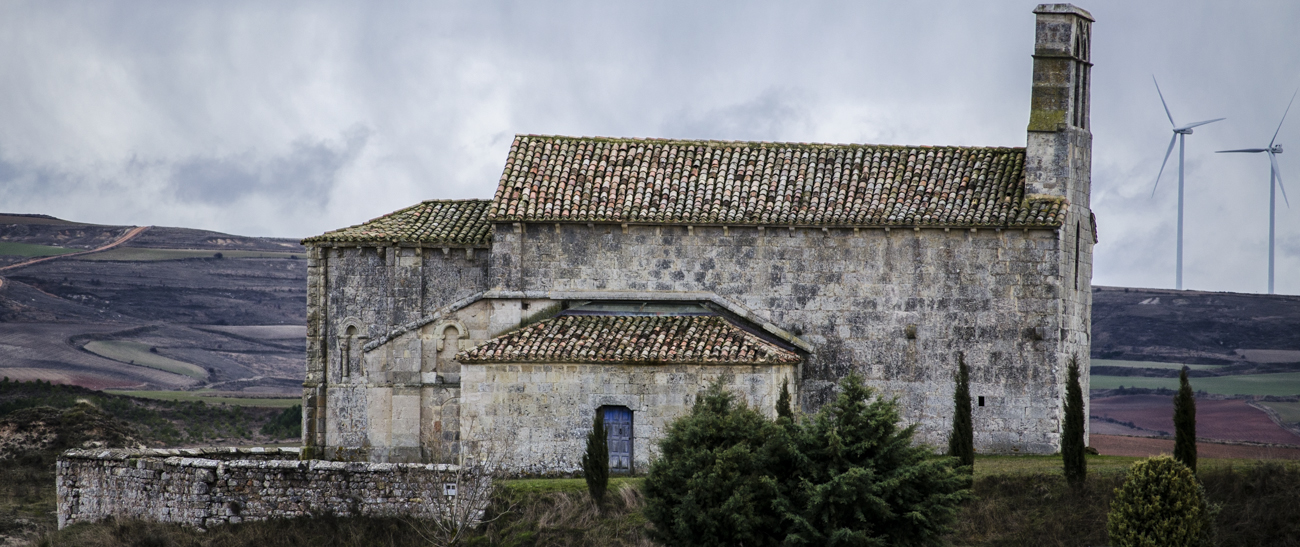
Iglesia de Nuestra Señora de la Asunción. Fachada norte.

## Historia

### Prehistoria
En Boada se han localizado enclaves arqueológicos de la cultura del vaso campaniforme (La Ceña I).
Abásolo señala la similitud de algunas de las cerámicas a mano aparecidas en el yacimiento La Ceña II con las habituales de las necrópolis de la Segunda Edad del Hierro, como las del castro de Peñas de Valdecastro

### Edad Media
La primera mención documental data de 1074, en la carta de arras del Cid, en la que figura como Bovata. En 1208 el concejo aparece como testigo de una venta de una heredad de Gil Gutiérrez a García Pérez en Villahernando. En 1213 el mismo Gil Gutiérrez realiza una venta de su heredad en Bovada, Elzedo, Melgasa y Villa Ute. Vuelve a aparecer en 1243 en un testamento de doña Mayor Ordóñez, que reparte sus propiedades en Boada, Melgosa, Villahernando, Fuencivil, Quintanilla de la Presa, Sandoval de la Reina, Villaute y otros lugares entre varias instituciones y particulares; deja a la confradia de Bovada V maravedis.

En el Becerro de las Behetrías, siglo XIV, aparece como señorío de Juan Rodríguez de Sandoval y es parte de la merindad de Villadiego.

Constan restos arqueológicos de ocupación altomedieval (La Ceña). De la misma manera, en los términos de Santa María y La Cava está documentado arqueológicamente un enclave alto, medio y bajomedieval, en donde se conservan restos de una planta cuadrangular de 12 m de lado y en donde la tradición oral señala la existencia de un castillo.

### Edad Moderna
En el censo de Floridablanca de 1787 es nombrado como lugar, entonces denominado Bohada, que formaba parte de la Cuadrilla de Olmos en el Partido de Villadiego, uno de los catorce que formaban la Intendencia de Burgos, durante el periodo comprendido entre 1785 y 1833; con jurisdicción de señorío siendo su titular el duque de Frías quien nombraba a su alcalde pedáneo.

En 1826 contaba con 14 vecinos y 57 habitantes. En 1842 contaba con 11 hogares y 44 habitantes Entre el censo de 1857 y el anterior, este municipio desaparece porque se integra en el municipio Villanueva de Puerta.
| Gráfica de evolución demográfica de Boada de Villadiego entre 1826 y 2012                             |
| |
| Población de hecho o población residente según los censos de población del INE y según otras fuentes. |

## Patrimonio
Iglesia de Nuestra Señora de la Asunción Joya del arte Románico. Emplazada en la cima de un cerro. La rodea un muro que circunda el espacio del atrio. Edificio románico construido hacia 1200, aunque la nave puede ser posterior pero dentro del siglo XIII. Toda la fábrica es románica excepto la espadaña, la sacristía y la cubierta. Cabecera semicircular con bases de tres columnillas como contrafuertes y tres ventanas en cada paño. En ventanas una arquivolta con columnillas y capiteles, molduras con decoración con motivos vegetales. Cornisa y canes decorados. El primer tramo de la nave es de dimensión más reducida embocando el ábside. Sacristía de estilo popular (siglo XVIII), y torre a los pies con cuerpo último de los ss. XVII- XVIII. En el pie de la pila románica, independiente del vaso, aparece la inscripción 1188. Restaurada en 1998, durante la cual se sustituyó la cubierta de bóveda por una de madera, se modificó la sacristía, se eliminaron otras dependencias anexas, se colocó una ventana de piedra pulida en el presbiterio y se cerró un ventanal barroco.
Ermita de San Cristóbal Desaparecida. Citada por Pascual Madoz que, según información oral, se emplazaba en el actual cementerio. Según revela la tradición oral, se llegó a conocer una pequeña capilla techada en el interior, aunque de ella no reconocen evidencias en tiempos recientes. La superficie que ocupaba el edificio está incluida en el recinto del cementerio sin que se identifiquen restos estructurales; en la cerca perimetral del cementerio no se observan evidencias de antiguas construcciones.
Estela Camino del Molino Estela medieval inventariada que se localizaba junto a un camino. En la actualidad está en paradero desconocido. Descripción: altura de 0,60 m; estela discoidea en piedra caliza; reverso con un lábaro sin orla ocupando el espacio central del disco y en el pie una inscripción muy erosionada.
|                   |
| Vista norte este. |

|              |
| Vista oeste. |

|         |
| Ábside. |

|                    |
| Detalle del ábside |

|                    |
| Detalle del ábside |

|               |
| Vista sureste |

|        |
| Ábside |

|                           |
| Acceso desde la sacristía |

|                             |
| Antiguo apoyo de la bóveda. |

|                   |
| Capitel románico. |

|                   |
| Capitel románico. |

|                   |
| Capitel románico. |

|       |
| Coro. |

|                      |
| Escalera de caracol. |

|                   |
| Detalle del coro. |

|                       |
| Frescos en el ábside. |

|                       |
| Frescos en el ábside. |

|       |
| Nave. |

|                 |
| Pila bautismal. |

|                        |
| Pila del agua bendita. |

## Fiestas
- San Cristóbal. 10 de julio.
- La Ascensión del Señor. En mayo o junio según años.

## Ocio
- Coto de Caza menor n.º BU-10885. Titular: Junta Admninistrativa de Boada. 521 Ha[10]
- Ruta BTT señalizada Las Loras.[11]

## Galería de imágenes
|         |
| Acceso. |

|                  |
| Ramal de acceso. |

|                                                   |
| Entrada. Al fondo iglesia de NªSª de la Asunción. |

|                |
| Vista general. |